# 賴氏龍屬
賴氏龍屬又名蘭伯龍，意為「蘭伯的蜥蜴」，是鳥腳亞目鴨嘴龍科恐龍的一屬，生存於晚白堊紀坎潘階的北美洲，約7,600萬年前到7,500萬年前。賴氏龍是植食性恐龍，可採二足或四足方式行走，以斧型頭冠而著名。化石發現於加拿大亞伯達省、美國蒙大拿州、以及墨西哥下加利福尼亞州，目前已有數個可能種被命名，但只有兩個在加拿大發現的種較著名。賴氏龍是中等大小鳥臀目恐龍。在墨西哥發現的寬尾賴氏龍（L. laticaudus），是最大型的鳥臀目恐龍之一，目前被建立為巨保羅龍（Magnapaulia）。
賴氏龍的化石最初是在1902年由勞倫斯·賴博所研究，但直到1923年，才由威廉·帕克斯（William Parks）命名為賴氏龍。賴氏龍具有複雜的分類歷史，部份原因是幼年個體的冠飾較小，而在過去被視為獨立的屬或種。這些不同頭顱骨被認為是年齡差異與兩性異形，目前都被歸類於模式種賴氏賴氏龍（L. lambei）。
與賴氏龍親緣關係最近的是著名的冠龍，冠龍發現於稍微古老的岩層裡；其他的近親是亞冠龍、扇冠大天鵝龍。賴氏龍因牠們的冠飾而著名，這些冠飾現在被認為有社會功能，例如視覺辨別物、發出聲音。根據某些地理與生理構造上的證據，至少有少齒賴氏龍（L. paucidens）與大冠賴氏龍（L. magnicristatus）生存於大體積水體的附近。

## 敘述

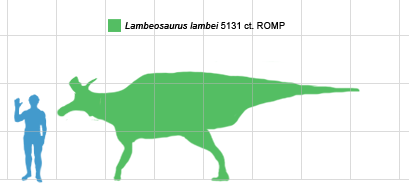
賴氏賴氏龍與人類的體型比較圖

賴氏龍的最著名種是賴氏賴氏龍，與更著名的冠龍相當類似，但兩者的冠飾不一樣；賴氏龍的冠飾往前傾，冠飾裡的垂直鼻管位在冠飾前部。賴氏龍缺乏冠龍的鼻部隆起，這鼻部隆起構成冠龍的冠飾一部分；這也是辨別這兩屬恐龍未成年體的唯一方法。賴氏龍的冠飾外形隨者年齡而有所不同。
如同其他鴨嘴龍類，賴氏龍能夠以二足或四足方式行走，這可以從相關物種的足跡證明。賴氏龍的長尾巴有骨化肌腱支撐，防止尾巴下垂。賴氏龍的手有四個手指，缺乏拇指；但中間三指有蹄爪，能夠聯合在一起，顯示賴氏龍能夠以前肢支稱重量。賴氏龍的小指能夠用來操作物體。每個腳掌只有中間三個腳趾。
賴氏龍最明顯的特徵是頭頂的冠飾，最著名兩個種的冠飾並不一樣。完全成長的賴氏賴氏龍有釜狀冠飾，而那些被推測為雌性的標本，冠飾較短、較圓。斧狀冠飾的刀鋒部份是從眼睛前方突出，而把柄部分是從頭顱後方延伸出來的堅硬骨棒。斧狀冠飾的刀鋒部份分成上下兩部份，最上緣部份相當薄，隨者年齡而緩慢成長；而鼻管從冠飾的下部空心部分通過。大冠賴氏龍的冠飾把柄部份縮小，而刀鋒部份則擴張。目前保存最好的賴氏龍標本，只有保存了冠飾的前半部。目前還沒發現少齒賴氏龍的冠飾。
賴氏龍的加拿大種與冠龍在體型上有相似處，身長約9公尺。在數個標本上發現了鱗片的痕跡：其中一個賴氏賴氏龍標本的頸部、身體、尾巴，有厚皮膚與不規則排列的多邊形鱗片，而一個大冠賴氏龍的標本上的頸部、前肢、腳部，也有類似的鱗片。

## 分類

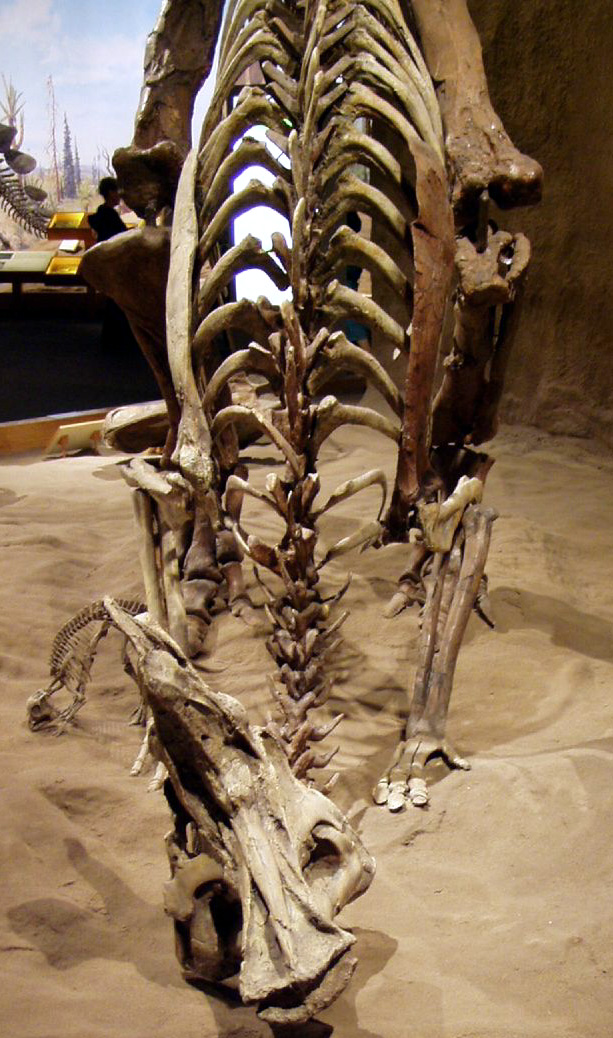
賴氏賴氏龍的骨骼 - 皇家蒂勒爾博物館

賴氏龍是賴氏龍亞科的模式屬，此亞科的頭顱骨上有空冠飾。賴氏龍的近親為冠龍、亞冠龍，牠們的差別在於冠飾外形。目前很難確認這些恐龍彼此的關係。網路上的分類有時將以上三屬歸類於賴氏龍族（Lambeosaurini），但這分類還沒有正式的定義過。相反地，近年在大衛·伊凡斯（David Evans）與羅伯特·勞茲（Robert Reisz）的大冠賴氏龍研究中，出現了一個範圍相同的分類，冠龍族（Corythosaurini）。這個研究指出賴氏龍是一個演化支的姐妹分類單元，這個演化支由冠龍、亞冠龍、以及俄羅斯的扇冠大天鵝龍所構成，以上四屬與日本龍共同組成冠龍族。根據國際動物命名法規的第四版，賴氏龍族是具有效力的名稱，而冠龍族是前者的次異名。以下演化樹來自於寬尾賴氏龍被命名為巨保羅龍的研究：
|  | 巨保羅龍屬 Magnapaulia |
|  |                        |
|  | 威拉弗龍屬 Velafrons   |
|  |                        |

|  | 賴氏賴氏龍 Lambeosaurus lambei         |
|  |                                        |
|  | 大冠賴氏龍 Lambeosaurus magnicristatus |
|  |                                        |

|  | 冠龍 C. casuarius   |
|  |                     |
|  | 冠龍 C. intermedius |
|  |                     |

|  | 斯氏亞冠龍 "H." stebingeri                                                           |
|  |                                                                                      |
|  | \| \| 亞冠龍屬 Hypacrosaurus \| \| \| \| \| \| 扇冠大天鵝龍屬 Olorotitan \| \| \| \| |
|  |                                                                                      |
|  | 亞冠龍屬 Hypacrosaurus                                                               |
|  |                                                                                      |
|  | 扇冠大天鵝龍屬 Olorotitan                                                            |
|  |                                                                                      |

|  | 亞冠龍屬 Hypacrosaurus    |
|  |                           |
|  | 扇冠大天鵝龍屬 Olorotitan |
|  |                           |

|  | 冠龍 C. casuarius   |
|  |                     |
|  | 冠龍 C. intermedius |
|  |                     |

|  | 斯氏亞冠龍 "H." stebingeri                                                           |
|  |                                                                                      |
|  | \| \| 亞冠龍屬 Hypacrosaurus \| \| \| \| \| \| 扇冠大天鵝龍屬 Olorotitan \| \| \| \| |
|  |                                                                                      |
|  | 亞冠龍屬 Hypacrosaurus                                                               |
|  |                                                                                      |
|  | 扇冠大天鵝龍屬 Olorotitan                                                            |
|  |                                                                                      |

|  | 亞冠龍屬 Hypacrosaurus    |
|  |                           |
|  | 扇冠大天鵝龍屬 Olorotitan |
|  |                           |

|  | 賴氏賴氏龍 Lambeosaurus lambei         |
|  |                                        |
|  | 大冠賴氏龍 Lambeosaurus magnicristatus |
|  |                                        |

|  | 冠龍 C. casuarius   |
|  |                     |
|  | 冠龍 C. intermedius |
|  |                     |

|  | 斯氏亞冠龍 "H." stebingeri                                                           |
|  |                                                                                      |
|  | \| \| 亞冠龍屬 Hypacrosaurus \| \| \| \| \| \| 扇冠大天鵝龍屬 Olorotitan \| \| \| \| |
|  |                                                                                      |
|  | 亞冠龍屬 Hypacrosaurus                                                               |
|  |                                                                                      |
|  | 扇冠大天鵝龍屬 Olorotitan                                                            |
|  |                                                                                      |

|  | 亞冠龍屬 Hypacrosaurus    |
|  |                           |
|  | 扇冠大天鵝龍屬 Olorotitan |
|  |                           |

|  | 冠龍 C. casuarius   |
|  |                     |
|  | 冠龍 C. intermedius |
|  |                     |

|  | 斯氏亞冠龍 "H." stebingeri                                                           |
|  |                                                                                      |
|  | \| \| 亞冠龍屬 Hypacrosaurus \| \| \| \| \| \| 扇冠大天鵝龍屬 Olorotitan \| \| \| \| |
|  |                                                                                      |
|  | 亞冠龍屬 Hypacrosaurus                                                               |
|  |                                                                                      |
|  | 扇冠大天鵝龍屬 Olorotitan                                                            |
|  |                                                                                      |

|  | 亞冠龍屬 Hypacrosaurus    |
|  |                           |
|  | 扇冠大天鵝龍屬 Olorotitan |
|  |                           |

|  | 巨保羅龍屬 Magnapaulia |
|  |                        |
|  | 威拉弗龍屬 Velafrons   |
|  |                        |

|  | 賴氏賴氏龍 Lambeosaurus lambei         |
|  |                                        |
|  | 大冠賴氏龍 Lambeosaurus magnicristatus |
|  |                                        |

|  | 冠龍 C. casuarius   |
|  |                     |
|  | 冠龍 C. intermedius |
|  |                     |

|  | 斯氏亞冠龍 "H." stebingeri                                                           |
|  |                                                                                      |
|  | \| \| 亞冠龍屬 Hypacrosaurus \| \| \| \| \| \| 扇冠大天鵝龍屬 Olorotitan \| \| \| \| |
|  |                                                                                      |
|  | 亞冠龍屬 Hypacrosaurus                                                               |
|  |                                                                                      |
|  | 扇冠大天鵝龍屬 Olorotitan                                                            |
|  |                                                                                      |

|  | 亞冠龍屬 Hypacrosaurus    |
|  |                           |
|  | 扇冠大天鵝龍屬 Olorotitan |
|  |                           |

|  | 冠龍 C. casuarius   |
|  |                     |
|  | 冠龍 C. intermedius |
|  |                     |

|  | 斯氏亞冠龍 "H." stebingeri                                                           |
|  |                                                                                      |
|  | \| \| 亞冠龍屬 Hypacrosaurus \| \| \| \| \| \| 扇冠大天鵝龍屬 Olorotitan \| \| \| \| |
|  |                                                                                      |
|  | 亞冠龍屬 Hypacrosaurus                                                               |
|  |                                                                                      |
|  | 扇冠大天鵝龍屬 Olorotitan                                                            |
|  |                                                                                      |

|  | 亞冠龍屬 Hypacrosaurus    |
|  |                           |
|  | 扇冠大天鵝龍屬 Olorotitan |
|  |                           |

|  | 賴氏賴氏龍 Lambeosaurus lambei         |
|  |                                        |
|  | 大冠賴氏龍 Lambeosaurus magnicristatus |
|  |                                        |

|  | 冠龍 C. casuarius   |
|  |                     |
|  | 冠龍 C. intermedius |
|  |                     |

|  | 斯氏亞冠龍 "H." stebingeri                                                           |
|  |                                                                                      |
|  | \| \| 亞冠龍屬 Hypacrosaurus \| \| \| \| \| \| 扇冠大天鵝龍屬 Olorotitan \| \| \| \| |
|  |                                                                                      |
|  | 亞冠龍屬 Hypacrosaurus                                                               |
|  |                                                                                      |
|  | 扇冠大天鵝龍屬 Olorotitan                                                            |
|  |                                                                                      |

|  | 亞冠龍屬 Hypacrosaurus    |
|  |                           |
|  | 扇冠大天鵝龍屬 Olorotitan |
|  |                           |

|  | 冠龍 C. casuarius   |
|  |                     |
|  | 冠龍 C. intermedius |
|  |                     |

|  | 斯氏亞冠龍 "H." stebingeri                                                           |
|  |                                                                                      |
|  | \| \| 亞冠龍屬 Hypacrosaurus \| \| \| \| \| \| 扇冠大天鵝龍屬 Olorotitan \| \| \| \| |
|  |                                                                                      |
|  | 亞冠龍屬 Hypacrosaurus                                                               |
|  |                                                                                      |
|  | 扇冠大天鵝龍屬 Olorotitan                                                            |
|  |                                                                                      |

|  | 亞冠龍屬 Hypacrosaurus    |
|  |                           |
|  | 扇冠大天鵝龍屬 Olorotitan |
|  |                           |

## 發現與歷史

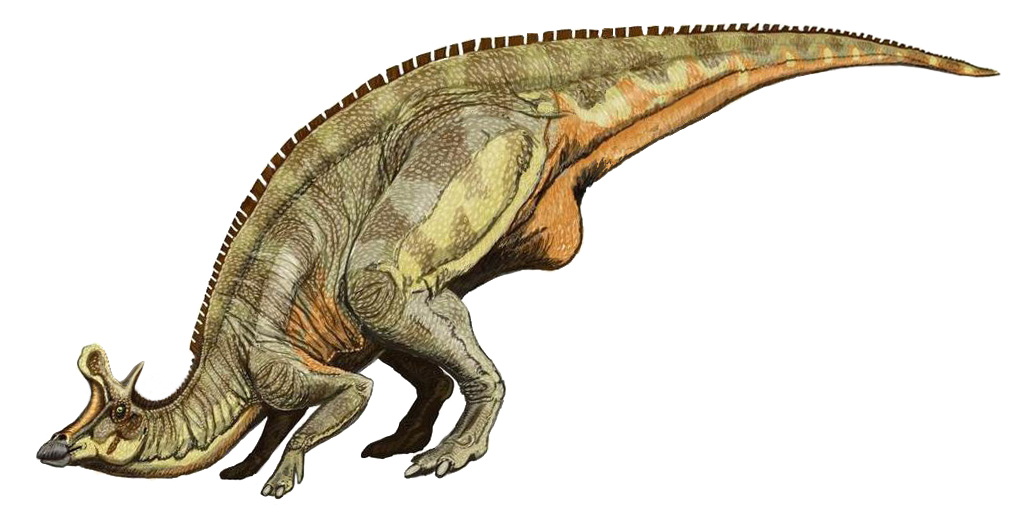
半臥姿勢的賴氏龍想像圖

賴氏龍有複雜的分類歷史。在1902年，勞倫斯·賴博將一個發現於亞伯達省的鴨嘴龍科四肢化石（編號GSC 419），命名為糙齒龍的一種，緣邊糙齒龍（Trachodon marginatus）。在1910年代，古生物學家開始在同一岩層（上白堊紀晚坎帕階的恐龍公園層）發現保存更好的鴨嘴龍類化石。賴博將其中兩個頭顱骨歸類於緣邊糙齒龍，而後在1914年將該種獨立為新屬，Stephanosaurus marginatus。但是根據國際動物命名法規，因為賴博所使用的頭顱骨並非原始化石材料，他不能只改學名，需要建立新的種名。此外，這兩個頭顱骨與先前發現的零碎四肢化石關聯不大。在1923年，威廉·帕克斯（William Parks）根據這兩個頭顱骨建立新屬，賴氏賴氏龍（Lambeosaurus lambei），屬名、種名都以賴博為名。正模標本是編號NMC 2869，原本是編號GSC 2869。

### 原鵝龍與新種
亞伯達省的早期挖掘活動並未辨別出賴氏龍的化石，但已經挖掘到賴氏龍的幼年個體。這些小型冠飾的鴨嘴龍類化石被歸類為一個獨立的小型鴨嘴龍類支系，這個支系名為鵝龍亞科（Cheneosaurinae）。這支系的第一個被命名物種為Didanodon altidens，發現於恐龍公園層，僅有一個左上頜骨，由亨利·費爾費爾德·奧斯本（Henry Fairfield Osborn）在1902年所命名。同年，賴博將牠們歸類為寬齒糙齒龍（Trachodon altidens），而屬名Didanodon很快地不被人使用，而且不在理查·史旺·納爾（Richard Swann Lull）與尼爾達·萊特（Nelda Wright）在1942年對於北美洲鴨嘴龍類形態學的重要研究上出現。

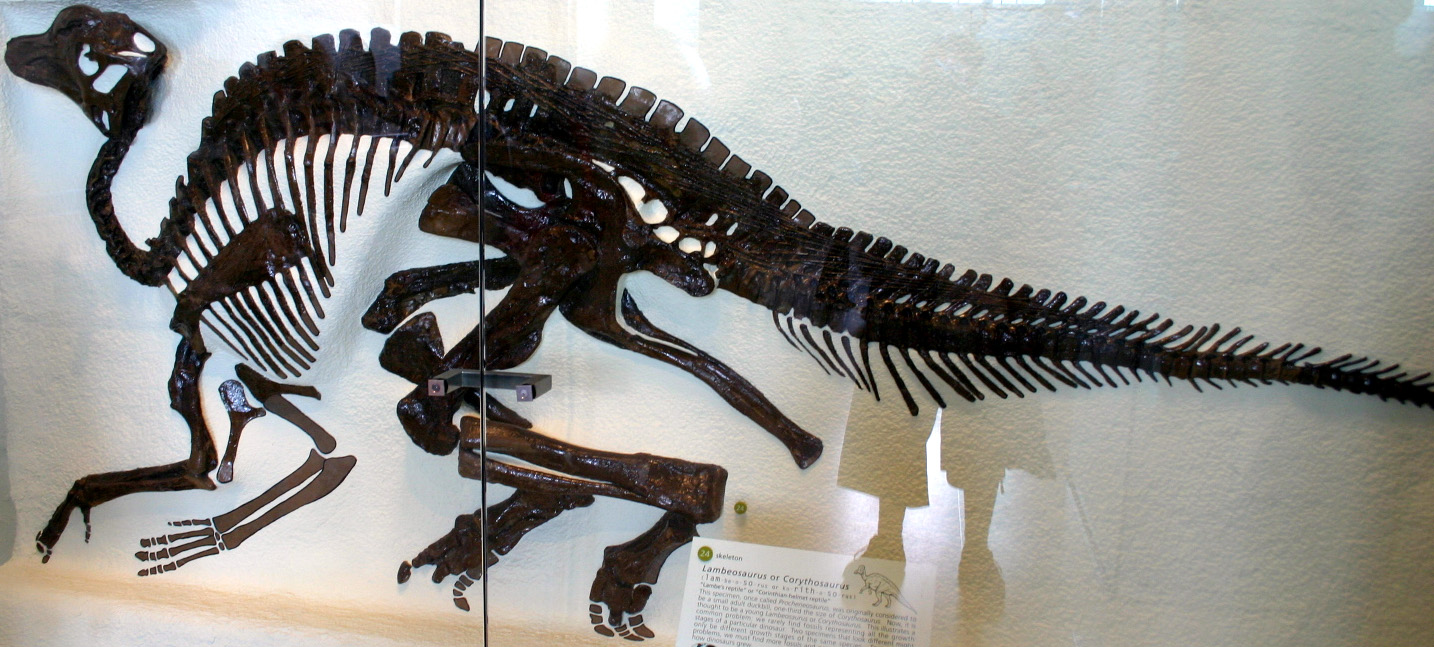
原鵝龍化石，可能屬於賴氏龍或冠龍。位於美國自然歷史博物館

在1920年，加拿大古生物學家威廉·狄勒·馬修（William Diller Matthew）將一個位在美國自然歷史博物館的骨骸的照片，命名為原鵝龍（Procheneosaurus），但沒有建立種名，該化石發現於阿尔伯塔省的恐龙公园组。帕克斯認為這程序與命名是不適當的，並質疑其有效性。因此帕克斯建立新屬Tetragonosaurus，模式種為T. praeceps，他並將恐龍公園層發現的一個小型頭顱骨命名為第二種T. erectofrons，並將馬修所命名的原鵝龍化石改歸類於這第二個種。查爾斯·斯騰伯格（Charles Mortram Sternberg）在1935年採納上述說法，並建立了第三個種T. cranibrevis，體型稍大。在1942年，納爾反對Tetragonosaurus的用法，他與萊特將Tetragonosaurus的三個種，以及寬齒糙齒龍，都改歸類於原鵝龍，模式種為P. praeceps。這個用法被使用到1975年，彼得·達德森（Peter Dodson）發現原鵝龍實際上是其他鴨嘴龍類的幼年個體。P. praeceps與寬齒原鵝龍（P. altidens）已成為賴氏賴氏龍的可能異名。
在1900年代早期，原鵝龍並非唯一被研究的有冠飾鴨嘴龍類。現在被認為可能是年齡與性別的個體變化，或者是扭曲變形的化石，在當時被當作命名屬名、種名的依據。在1935年，斯騰伯格的同一份研究中，他將一個頭顱骨與骨骸命名為大冠賴氏龍（L. magnicristatum），另一個較小的頭顱骨命名為L. clavinitialis，該較小頭顱骨有較不突出的冠飾，而頭後的冠飾把柄部份縮小。
在1935年的同一份研究中，帕克斯命名的額冠龍（C. frontalis），但冠飾較低、往前豎起，與其他種冠龍的高直、圓形冠飾不同。

### 重新分類與統一

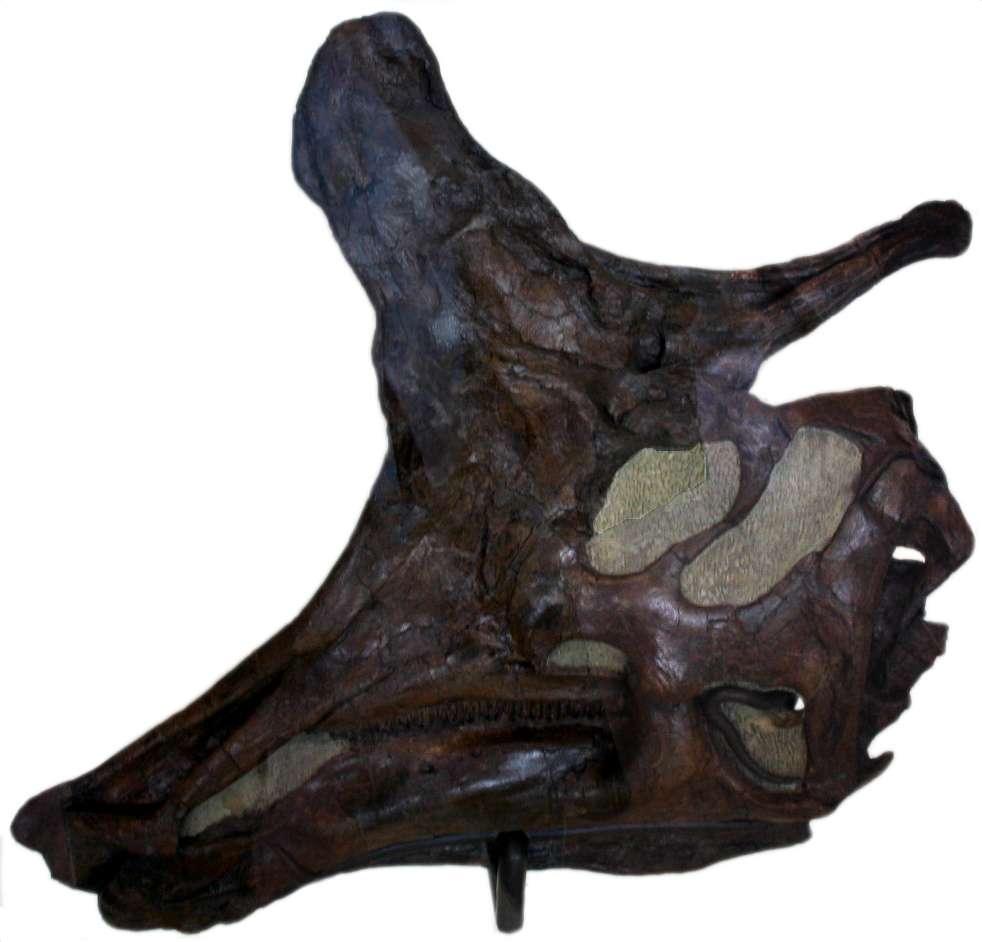
賴氏賴氏龍的頭骨 - 美國自然歷史博物館

自從1900年代之後，沒有新的相關標本被描述。在1964年，約翰·奧斯特倫姆（John Ostrom）注意到由奧塞內爾·查利斯·馬什（Othniel Charles Marsh）建立的少齒鴨嘴龍（Hadrosaurus paucidens），可能是賴氏龍的標本；該標本發現於蒙大拿州弗格斯郡的朱迪斯河層，由一個部份上頜骨與鱗狀骨構成。
在1975年，達德森測量了數十個頭顱骨後，公佈了一個形態學研究，解釋為何賴氏龍亞科在短時間、小地區內，發展出如此多的屬、種。達德森認為賴氏龍亞科的許多種，其實代表者不同年齡層或是性別。以賴氏龍來說，他認為L. clavinitialis可能是雌性的賴氏賴氏龍，而額冠龍與原鵝龍的P. praeceps可能是賴氏賴氏龍的未成年體。大冠賴氏龍有足夠不同處，可以維持自己的種。達德森將短顱原鵝龍（P. cranibrevis）與豎額原鵝龍（P. erectofrons）描述為未成年冠龍類恐龍。然而，在2005年，一個對原鵝龍與Tetragonosaurus化石的研究顯示，短顱原鵝龍的模式標本屬於一個未成年賴氏龍個體。而馬修當初命名的美國自然歷史博物館原鵝龍骨骸，及可能是隻年輕的斯氏亞冠龍。
在70年代，威廉·莫里斯（William J. Morris）研究發現於墨西哥下加利福尼亞州的大型賴氏龍亞科化石。他在1981年將牠們命名為寬尾賴氏龍（L. laticaudus），莫里斯並沒有明確地將牠們分類於賴氏龍，而是認為牠們極可能是賴氏龍。他根據體型、高而狹窄的尾巴、虛弱的骨盆關節等特徵，將寬尾賴氏龍描述為依水為生的動物。在2012年，寬尾賴氏龍被建立為新屬，巨保羅龍（Magnapaulia）。

## 種

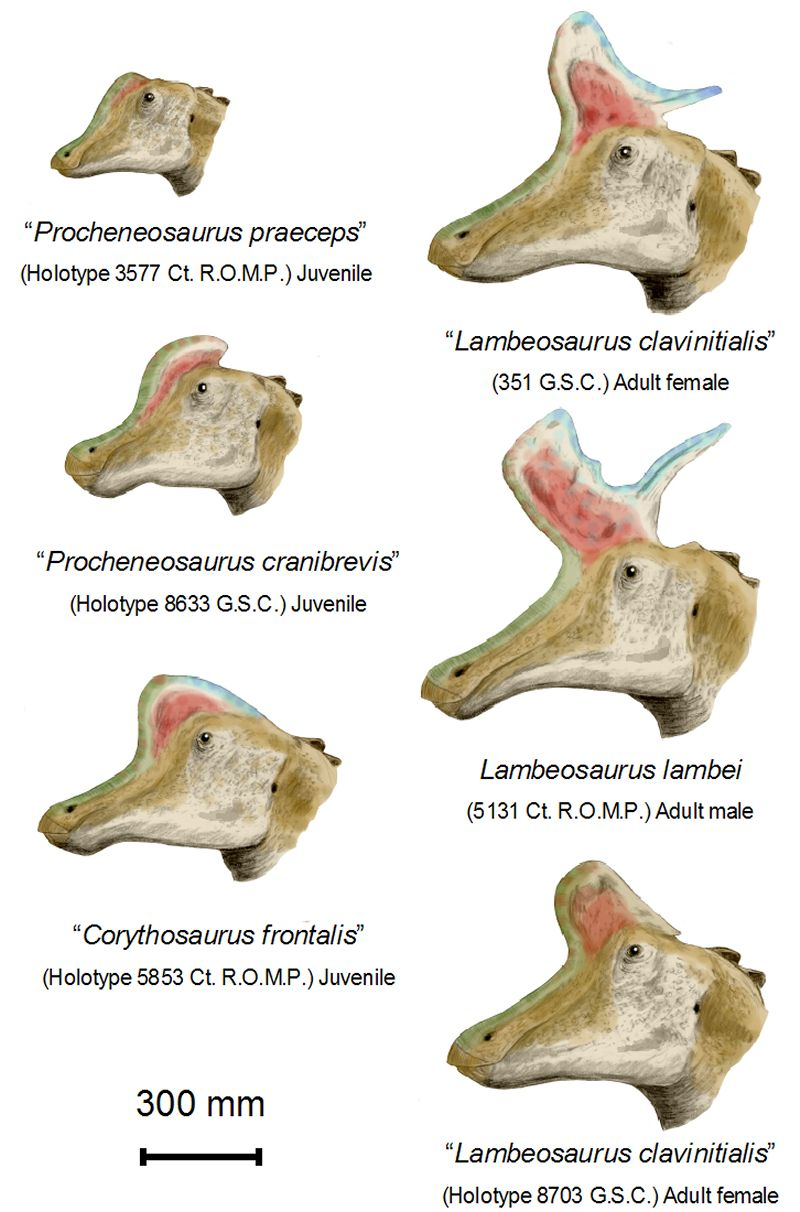
不同的賴氏龍標本一度各自有牠們的種名，現在被認為是不同成長階段的賴氏賴氏龍。左排都為幼年體，依序為：原鵝龍模式種（P. praeceps）、短顱原鵝龍、額冠龍。右排為成年體，依序為：L. clavinitialis（雌性）、賴氏賴氏龍（雄性）、L. clavinitialis（雌性）

目前賴氏龍已有兩個有效種，賴氏賴氏龍、大冠賴氏龍。
賴氏賴氏龍（L. lambei）：已知有至少17個個體，其中有7個頭顱骨與部分骨骸，以及10個頭顱骨。在大部分最近的觀點裡，L. clavinitialis、額冠龍、以及原鵝龍的P. praeceps都被認為是賴氏賴氏龍的異名；L. clavinitialis若略去冠飾把手部份，該種可能是一個大冠賴氏龍個體，但這觀點已在2007年對大冠賴氏龍的重新敘述中否決了。
大冠賴氏龍（L. magnicristatus）：目前已知兩個頭顱骨標本；模式標本的骨骸主要部份在敘述之前，儲藏室裡遭到水的損害，而必須丟棄；骨骸的其他部分已經遺失。大冠賴氏龍的年代稍晚於賴氏賴氏龍。種名在拉丁語中意為「具有大型的冠」，意指頭上的大型冠飾。傑克·霍納（Jack Horner）曾將蒙大拿州熊爪組（Bearpaw Formation）的賴氏龍亞科顎部化石碎片，認為可能屬於大冠賴氏龍；這些化石是首次發現於海相地層的賴氏龍亞科化石。
少齒賴氏龍（L. paucidens）：被認為是個疑名，在近期的研究中被改列為少齒鴨嘴龍，但是至少有一位科學家唐諾·葛勒特（Donald F. Glut），仍採用少齒賴氏龍。其種名在拉丁語中意為「稀少的牙齒」。
在2005年，一個對原鵝龍、Tetragonosaurus化石的研究顯示，短顱原鵝龍的模式標本屬於一個未成年賴氏龍個體。最後，Didanodon毫無異議的被重新分類於賴氏龍；而寬齒糙齒龍（Trachodon altidens）則被列為疑名。

## 古生態學

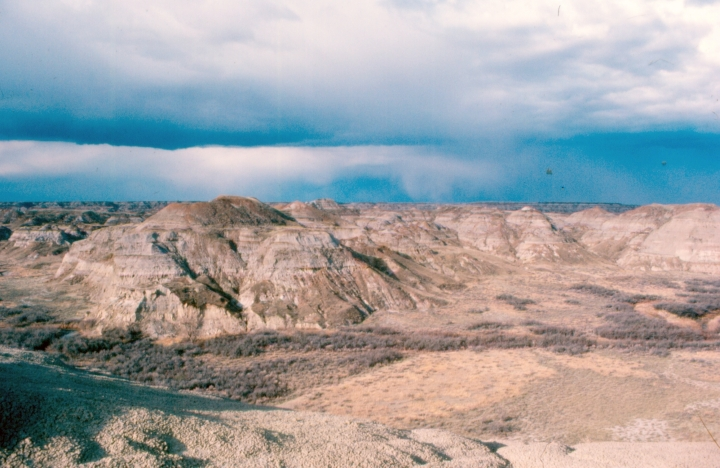
恐龍公園層的露出岩層，位於亞伯達省恐龍省立公園的紅鹿河畔

賴氏賴氏龍、大冠賴氏龍都發現於恐龍公園層，該地層還發現了多樣性的史前生物，例如：角龍類的尖角龍、戟龍、加斯莫龍，鴨嘴龍類的原櫛龍、格里芬龍、冠龍、副櫛龍，暴龍科的蛇髮女怪龍，甲龍類的埃德蒙頓甲龍與包頭龍。恐龍公園層被認為過去是河畔低地與氾濫平原，並隨者西部內陸海道往西海侵，而變得更類似沼澤，受到更多海洋氣候影響。該時代的氣候比現在的亞伯達省溫暖，不會結霜，但有更濕、更乾旱的氣候變化。該地森林冠層似乎主要為針葉樹，下層則為蕨類、樹蕨、與被子植物。根據地層學，冠龍、賴氏賴氏龍、大冠賴氏龍發現於不同年代的地層。冠龍發現於恐龍公園層的下面2/3層，賴氏賴氏龍發現於上面1/3層，大冠賴氏龍較為少見，只發現於最頂層。根據地質紀錄，最頂層的環境受到更多海洋的影響。
不同的冠飾起初讓科學家們認為牠們屬於個別的種，但唐森的研究顯示出這些不同冠飾是因為年齡與性別的差異；而非許多種大型草食性鴨嘴龍類出現在同一地點彼此競爭。在莫里斯對寬尾賴氏龍的敘述中，他將注意力集中到某些特徵上，並將這些特徵解釋成寬尾賴氏龍將大部分時間在在水裡。特徵特徵包括：高而狹窄的尾巴（莫里斯解釋為游泳的適應演化）、骨盆間的虛弱接合處、以及已癒合的折斷股骨（他認為若是陸地動物，將沒有足夠時間痊癒）。莫里斯的解釋如同早期對於鴨嘴龍類生活方式的解釋，但是今日，兩棲鴨嘴龍類的假設並不被廣泛地接受。例如：鴨嘴龍類的尾巴由骨化肌腱強化，降低了牠們的靈活度；而目前鴨嘴龍類的骨骸大多重建為四足動物而非傳統的二足方式，四足可降低腿部的壓力。

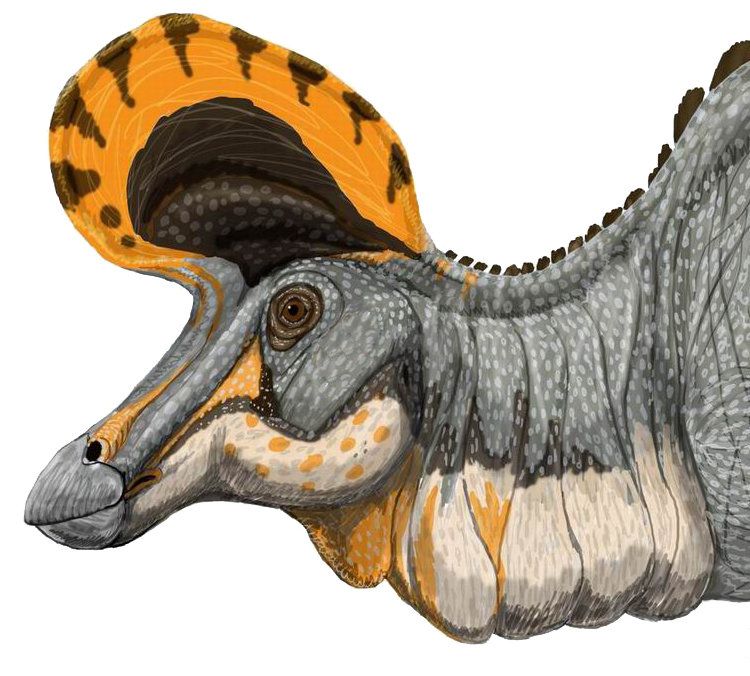
大冠賴氏龍的頭部重建圖

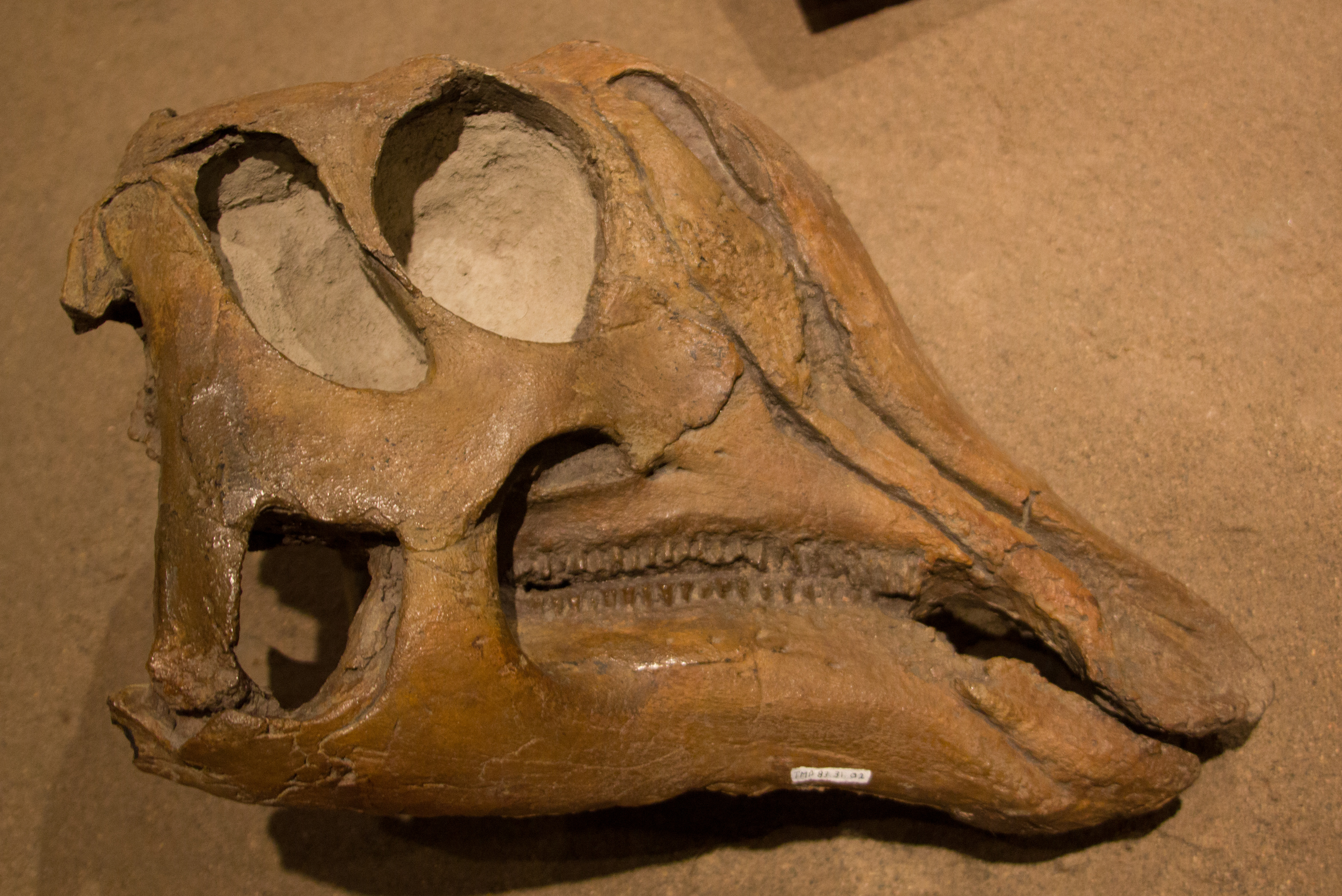
未成年個體的頭顱骨

## 古生物學

### 食性
如同其他鴨嘴龍科，賴氏龍是種大型的草食性動物，可採二足或四足方式行走，複雜的頭部可做出研磨的動作，類似哺乳類的咀嚼。牠們的牙齒是不斷生長、取代的，構成每群至少百顆的齒系，但同一時間只會使用少部份牙齒。賴氏龍使用喙狀嘴切割植物，並置於嘴部兩旁的頰部空間。牠們以離地面約4公尺以下的植被為食。羅伯特·巴克（Robert T. Bakker）指出，賴氏龍亞科的喙狀嘴比鴨嘴龍亞科的狹窄，顯示賴氏龍與其近親的進食內容較鴨嘴龍亞科更為限制。

### 冠飾
如同其他的賴氏龍亞科，例如副櫛龍、冠龍，賴氏龍的頭頂也有獨特的中空冠飾。賴氏龍的鼻管繞經這個冠飾，使得冠飾大部分為中空。許多科學家認為這些冠飾的功能包括：存放鹽腺、增進嗅覺、儲存空氣或換氣用、共鳴器、或是用來辨認不同種或不同性別。在以上不同的假設中，最廣受支持的假設是製造聲音，以及辨認彼此用的視覺辨識物。
鴨嘴龍科的大型眼窩，與鞏膜環（Sclerotic ring），顯示牠們具有精確的視力，並為晝行性動物。鴨嘴龍科的聽力似乎也很好。在賴氏龍的近親冠龍身上，曾經發現過修長的鐙骨（爬行類的耳骨），並有大型空間可容納鼓膜，顯示牠們具有靈敏的中耳；而鴨嘴龍科的聽壺修長，類似鱷魚。這證明牠們內耳的聽覺部份發展良好。如果這些中空冠飾是用來發出聲音的話，因為不同的鼻管路線，不同的種或性別可以發出不同、可辨認的聲響。

## 外部連結
- 賴氏龍 （页面存档备份，存于） Paleobiology Database
- 賴氏龍基本數據、簡介 DinoRuss' Lair
- 賴氏龍基本數據 自然歷史博物館網站
- 賴氏龍亞科的介紹 Thescelosaurus!